# Ernest Jacques Barbot
Pour les articles homonymes, voir Barbot.
Ernest Jacques Barbot, né le 19 août 1855 à Toulouse et mort le 10 mai 1915 Villers-Châtel, est un officier général français. C'est l'un des 42 généraux français morts au combat durant la Première Guerre mondiale.

## Biographie
Né à Toulouse dans la Haute-Garonne, il est le fils d'un artiste lyrique, Joseph Théodore Désiré Jules Barbot et de Caroline Douvry.
Il se marie à Paris le 10 mai 1892 avec Adèle Élise François, veuve d'un officier Just Aimé Guérin. De cette union naît un fils.

### Carrière militaire
Ernest Barbot intègre l'École spéciale militaire de Saint-Cyr en 1875 (promotion Dernière de Wagram).
À la sortie d'école, en 1877, il intègre l'infanterie. Il est sous-lieutenant au 74e régiment d'infanterie, puis lieutenant (le 25 mars 1883) au 120e régiment d'infanterie.
Il devient capitaine le 30 octobre 1887 au 156e régiment d'infanterie.
Le 27 janvier 1892, il est affecté à l'état-major de la 39e division d'infanterie et intègre l'École de guerre.
Il sort 34e sur 74 élèves de sa promotion de l'école militaire.
Le 28 février 1894, le capitaine Barbot est affecté au 162e régiment d'infanterie.
Il est nommé chef de bataillon, le 2 mars 1898, au 68e régiment d'infanterie, puis est muté, le 17 avril 1895, au 95e régiment d'infanterie à Bourges.
Le 4 avril 1902, le commandant Barbot est affecté à l'état-major du 1er corps d'armée, puis au 28e régiment d'infanterie à Lille.
Promu lieutenant-colonel, le 4 octobre 1907, il est versé au 106e régiment d'infanterie, puis au 54e régiment d'infanterie à Compiègne et, le 11 septembre 1911, au 161e régiment d'infanterie à Reims. 
Le 24 septembre 1912, il est promu colonel, commandant le 159e régiment d'infanterie à Briançon.

### Première Guerre mondiale

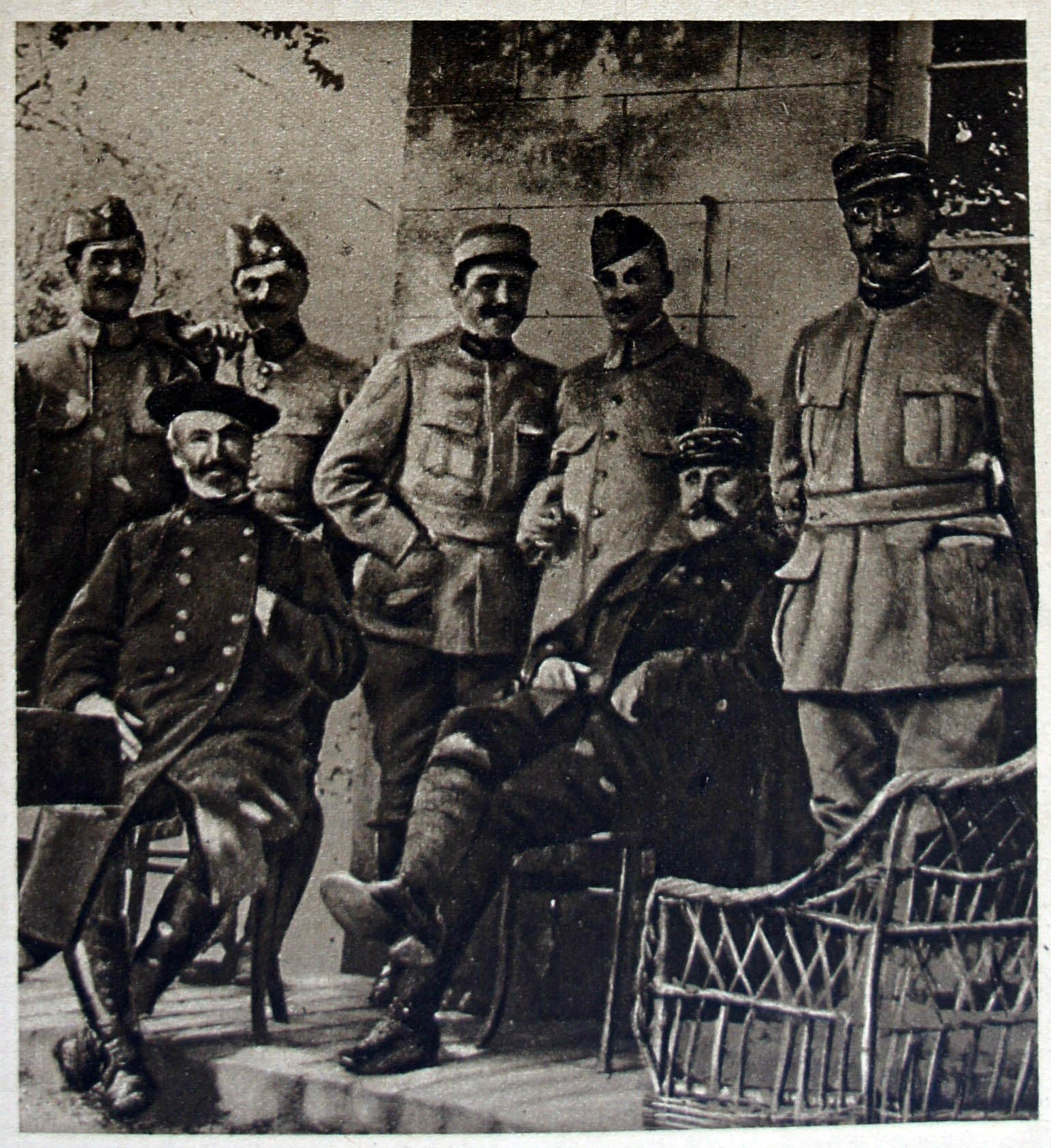
Avec Philippe Pétain.

Le 2 août 1914, le colonel Barbot est mobilisé à la tête de son régiment d'infanterie.
Depuis Briançon, le régiment intègre la 44e division d'infanterie dans l'armée d'Alsace, atteint les Vosges, et combat, notamment, lors des batailles de la Chipotte et de la Haute-Meurthe.
Après la dissolution de l'armée d'Alsace, le 28 août 1914, le régiment du colonel Barbot est versé à la 77e division d'infanterie, placé en réserve du 20e corps d'armée en Lorraine.
Il est promu général de brigade le 2 septembre 1914 et prend le commandement par intérim de la 77e division d'infanterie.
Officier général, il va conserver la tenue de chasseur, caractérisé par le port de la tarte.
À partir du 28 septembre 1914, la division Barbot est transportée vers Arras (Pas-de-Calais).
À l'issue de la bataille d'Arras, il est cité à l'ordre de l'armée le 10 octobre 1914 pour la raison suivante :

« Au combat du 2 octobre cet officier général a, par son énergie et sa belle tenue au feu, maintenu la troupe sous un feu violent et rétabli la situation dans des circonstances difficiles. »

Mortellement blessé durant le combat de Souchez, le 10 mai 1915  au lieu-dit Cabaret-rouge, il meurt à l'ambulance militaire.
Son décès est déclaré à Villers-Châtel.
Il est cité, à titre posthume, à l'ordre de l'armée :

« Soldat sans peur et sans reproche. Chef habile et expérimenté, a pris la part la plus active et la plus brillante à tous les combats qui se sont livrés depuis 7 mois devant Arras. A trouvé le 10 mai 1915 une mort héroïque à la tête de ses troupes victorieuses. »

Chevalier de la Légion d’honneur depuis 1899, il est nommé commandeur de l’ordre, à titre posthume, le 10 mai 1915.
Déclaré « mort pour la France », il est inhumé à la nécropole nationale de Notre-Dame-de-Lorette parmi 39 985 soldats français tués dans les combats de l'Artois, des Flandres, de l’Yser et du littoral belge.

## Décorations
- Commandeur de la Légion d'honneur (10 mai 1915)
- Croix de guerre 1914–1918, palme de bronze (trois citations à l'ordre de l'armée)

## Postérité

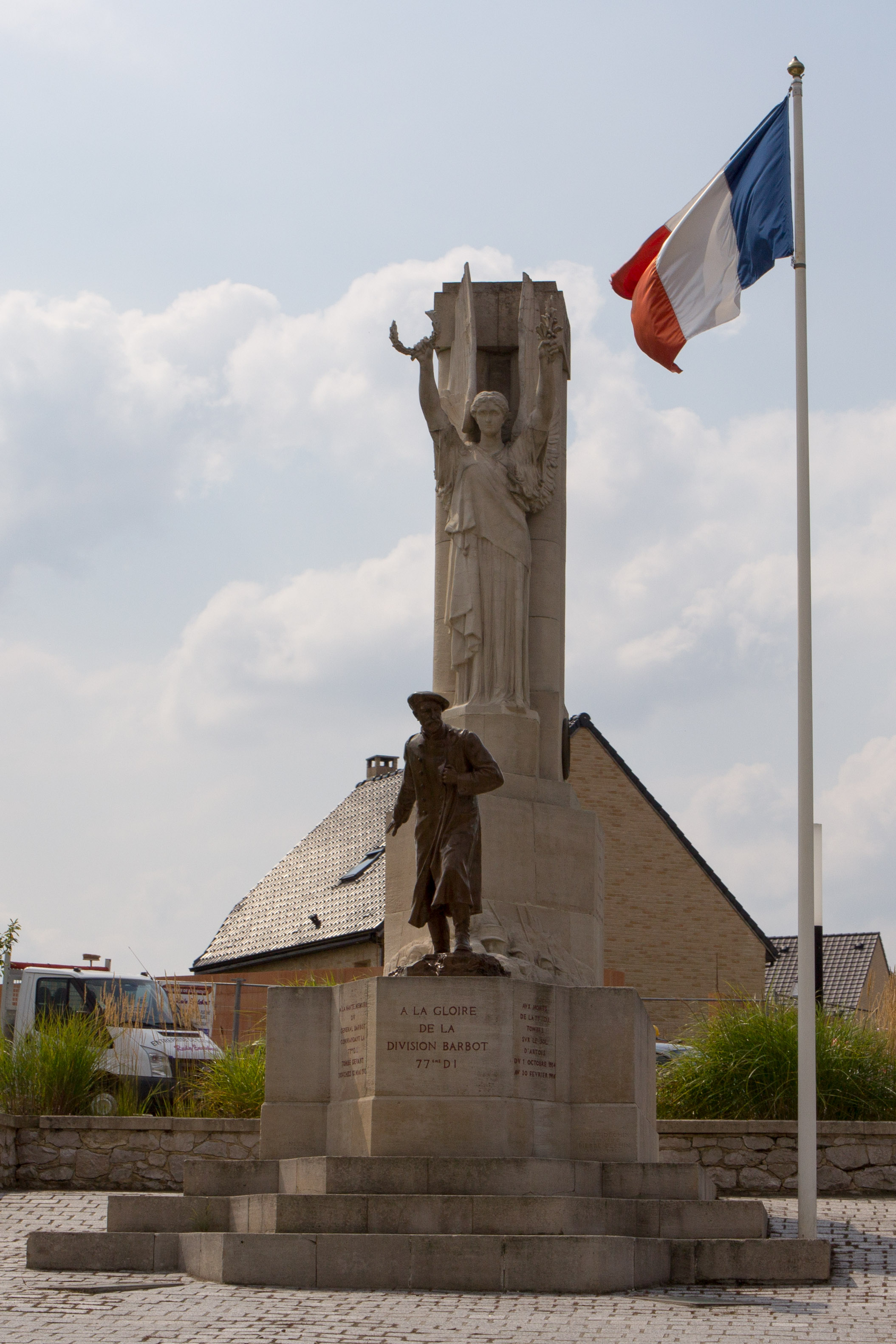
La statue du général Barbot, devant la statue ailée de la victoire à Souchez.

En 1919, la Bayern Kaserne de Metz est rebaptisé en l'honneur du général Barbot.
Son nom est inscrit au monument des Généraux morts au Champ d'Honneur 1914-1918 de l'église Saint-Louis à l'Hôtel des Invalides de Paris.
À Souchez, se trouve une statue en bronze du général à la tête de ses soldats. Le monument, intitulé À la gloire de la division Barbot, a été érigée le 9 mai 1937. Il a été inauguré devant plus de 50 000 personnes dont une grande partie d'anciens soldats. Située à environ 100 mètres du lieu où le général a été mortellement blessé, elle est l'œuvre de Jules Déchin (Prix Wicar) et de son fils architecte (Pierre Déchin). Sous la statue du général Barbot sont inscrits de part et d’autre du socle : 
- à droite : « À la haute mémoire du général Barbot commandant la 77e D.I. tombé devant Souchez le 10 mai 1915 » ;
- en face : « À la gloire de la division Barbot 77e D.I. » ;
- à gauche : « Aux morts de la 77e D.I. tombés sur le sol d’Artois du 1er octobre 1914 au 20 février 1916 ».